# زیرلاک

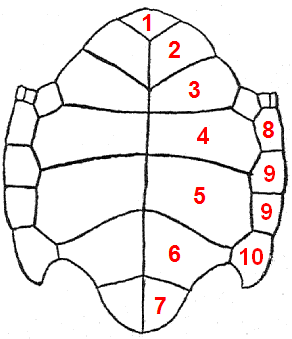
سپرچه‌های زیرلاک لاک‌پشت‌های سبز:
1. میان‌گلویی(intergular)
2. گلویی (gular)
3. بازویی (humeral)
4. سینه‌ای (pectoral)
5. شکمی (abdominal)
6. رانی (femoral)
7. مخرجی (anal)
8. زیربغلی (axillar)
9. زیرحاشیه‌ای ((inframarginal)
10. کشاله‌ای (inguinal)

لاک زیر شکم لاک‌پشت‌ها زیرلاک (Plastron) نام دارد.
زیرلاک از بخش‌های گوناگونی تشکیل شده که هر بخش نام خود را دارد. زیرلاک از صفحات سختی از جنس کراتین درست شده‌است که به آن‌ها سپرچه Scute می‌گویند. لاک پشتی (پشت‌لاک carapace) لاک‌پشت‌ها به‌وسیله دنده‌ها استوار نگه داشته می‌شود اما زیرلاک چنین نیست. 
در لاک‌پشت‌های نر، زیرلاک تورفتگی کم‌عمقی دارد که به آن‌ها کمک می‌کند به هنگام جفت‌گیری راحت‌تر بر پشت ماده‌ها سوار شوند. لاک‌پشت‌های جعبه‌ای در زیرلاک خود یک لولا دارند و قادرند با باز و بسته کردن زیرلاک تمامی بدن خود را در پوشش لاک‌ها قرار دهند.

## صفحات استخوانی
زیرلاک از چهار صفحه استخوانی به نام‌های زیر تشکیل شده است:
- زیرلاکچه بالایی (Epiplastron): جلویی‌ترین جفت از صفحات استخوانی در پوسته استخوانی زیرلاک.
- زیرلاکچه درونی (Entoplastron): دو صفحه استخوانی وسطی در پوسته استخوانی زیرلاک.
- زیرلاکچه نعلی (Hyoplastron): دو صفحه استخوانی بخش پایین پوسته استخوانی.
- زیرلاکچه نعلی پایینی (Hypoplastron): دو صفحه پایین‌تر از زیرلاکچه‌های نعلی.
- زیرلاکچه شمشیری (Xiphiplastron): نزدیک‌ترین استخوان‌ها به پوسته استخوانی پایینی.